# Балахнинская низина
Балахни́нская низи́на или Балахни́нская ни́зменность — геоморфологический район в центре Русской (Восточно-Европейской) равнины, находится в южной части Великой Волжской низменной равнины в междуречье Волги и Оки. Частично охватывает территории Нижегородской области (Балахнинский и Володарский районы, часть Павловского района, муниципальный округ Дзержинск и заречная часть Нижнего Новгорода), Ивановской области (Южский, Лухский и Верхнеландеховский районы) и Владимирской области (Вязниковский и Гороховецкий районы).
Рельеф представляет собой слаборасчленённую, низкую, плоскую, местами всхолмлённую, сильно заболоченную песчаную аллювиальную равнину с низкой плотностью населения. Характерно наличие ледниковых и карстовых озёр, верховых болот, расположенных в обширной аллювиальной долине, покрытой массивом соснового леса с лишайниковым покровом. Леса покрывают более 90% территории, луговые участки сосредоточены, в основном, в пойме Клязьмы, достигающей ширины 8 км. Средние высоты составляют 70—100 м. Урез Оки у города Дзержинска на уровне 65 м — минимальная абсолютная высота на уровнем моря.
Юго-западная часть Балахнинской низменности — Лухская низина, представляет собой плоскую, местами слабоволнистую, заболоченную песчаную равнину с абсолютными высотами поверхности от 70 до 120 м, слабо наклоненную на юг к долине реки Клязьмы.
Все реки низменности относятся к бассейну Волги и Оки. Основные реки: Клязьма, Лух, Люлих, Сейма, Пыра. Наиболее крупные озёра — Святое и Пырское. Значительные запасы торфа.
В низине расположены особо охраняемые территории: Клязьминско-Лухский заказник и Сезуховский заказник.
Температура января около -12, температура июля — около +18, годовое количество осадков немногим превышает 500 мм.